# Giovanni Gallotti
Giovanni Gallotti (Portovenere, 1º novembre 1898 – 22 febbraio 1989) è stato un calciatore e allenatore di calcio italiano, di ruolo attaccante.

## Carriera

### Calciatore
Gallotti svolge la quasi totalità della sua carriera agonistica in club spezzini, esclusa una breve parentesi al Genoa nella stagione 1926-1927.
La sua prima stagione la gioca tra le file del Veloce Club di La Spezia, che militava nel campionato cadetto, con il quale si piazza al secondo posto del girone C del comitato regionale della Liguria.
Nel 1920 si trasferisce allo Spezia, militante in massima serie, con il quale si piazza nella stagione 1920-1921 al terzo posto della Prima Categoria Ligure.
La stagione seguente che visse lo scisma del calcio italiano, Gallotti con il suo club si piazzò al penultimo posto del Girone A della Lega Nord, evitando la retrocessione grazie al posto liberato dalla fusione tra Pro Livorno e Livorno.
Anche il campionato successivo Gallotti e lo Spezia evitarono la retrocessione in extremis, vincendo gli spareggi salvezza contro il Derthona.
La stagione 1923-1924 vide nuovamente Gallotti ed i suoi affrontare degli spareggi e vincerli ottenendo per l'ennesima volta una salvezza.
Dopo anni di faticose salvezze, lo Spezia retrocedette nel 1925. La stagione in seconda serie vide lo Spezia vincere il girone B della Lega Nord, ma per la riforma dei campionati non ottenne la promozione.
Gallotti comunque salì novamente di serie, poiché venne ingaggiato dal Genoa che militava Divisione Nazionale, il massimo campionato italiano.
In rossoblu Gallotti disputò un solo incontro, la sconfitta esterna per 2-1 contro il Casale del 24 ottobre 1926.
Nel 1927 tornò allo Spezia, ottenne il terzo posto del Girone C nella Prima Divisione 1927-1928 e la vittoria del Girone A della Prima Divisione 1928-1929 che garantì ai bianconeri l'accesso alla neonata Serie B.
Sempre nella stagione 1928-1929, lo Spezia, piazzandosi al primo posto del girone finale che vedeva affrontarsi i club dei tre gironi della categoria, fu il vincitore della Prima Divisione 1928-1929.
La stagione in B fu l'ultima che Gallotti disputò tra le file dello Spezia, poiché nel 1930 passò alla Juventus Spezzina, club nel quale chiuse la carriera l'anno seguente.
Gallotti allo Spezia marcò 108 presenze ed è l'undicesimo marcatore, con altri due giocatori, con 34 segnature della storia dei bianconeri liguri.

### Allenatore
Ritiratosi dall'attività agonistica, divenne allenatore dello Spezia dal 1945 al 1946.

## Palmarès
- Prima Divisione: 1

Spezia: 1928-1929